# Hendrick van Cleve III
Simon Frisius Hendrick van Cleve III (1525, Antverpy – mezi 1590 a 1595) byl vlámský malíř a rytec.

## Biografie
Datum jeho smrti není jisté, někdy se udává datum 1589, ale existují doklady o tom, že Hendrick byl naživu ještě v roce 1590 a zemřel v roce 1595. Byl synem a také žákem Willema van Cleve staršího. Měl staršího bratra Martena van Cleve a mladšího bratra Willema Van Cleve mladšího. Je nazýván "třetím", aby se odlišil od Hendrika van Cleve I. (registrovaného jako mistr sv. Lukáše v letech 1489/90) a Hendricka van Cleve II., člena gildy Sv. Lukáše z roku 1534), o kterých je známo jen málo.
Hendrick van Cleve III. odešel do Itálie, když byl mladý, a vrátil se do své rodné země jako dobrý malíř krajinář. Jeho obrazy se vyznačují mimořádnou lehkostí doteku a vynikajícím tónem barvy. Pozadí historických prací jeho bratra Martena a Franse Florise (1517 – 1. říjen 1570) je umělecky ztvárněno a sladěno s postavami s velkou inteligencí. V barokním paláci ve vídeňském Belvederu je vystaven obraz "Marnotraný syn". Hendrick van Cleve byl přijat do cechu sv. Lukáše v Antverpách roku 1551.
Hendrick van Cleve byl vynikající rytec. Sérii třiceti osmi desek tohoto umělce s názvem "Ruinarum varii prospectus, ruriumque aliquot delineationes", publikoval Theodoor Galle. Zemřel v Antverpách v letech 1590–1595.
Jeho syn, další Hendrick van Cleve, který se narodil v Antverpách, se usadil v roce 1597 v Gentu, kde byl velmi vážený, ale jeho díla jsou nyní pomíchána s díly jeho otce. Zemřel v roce 1646 v Gentu.

## Dílo

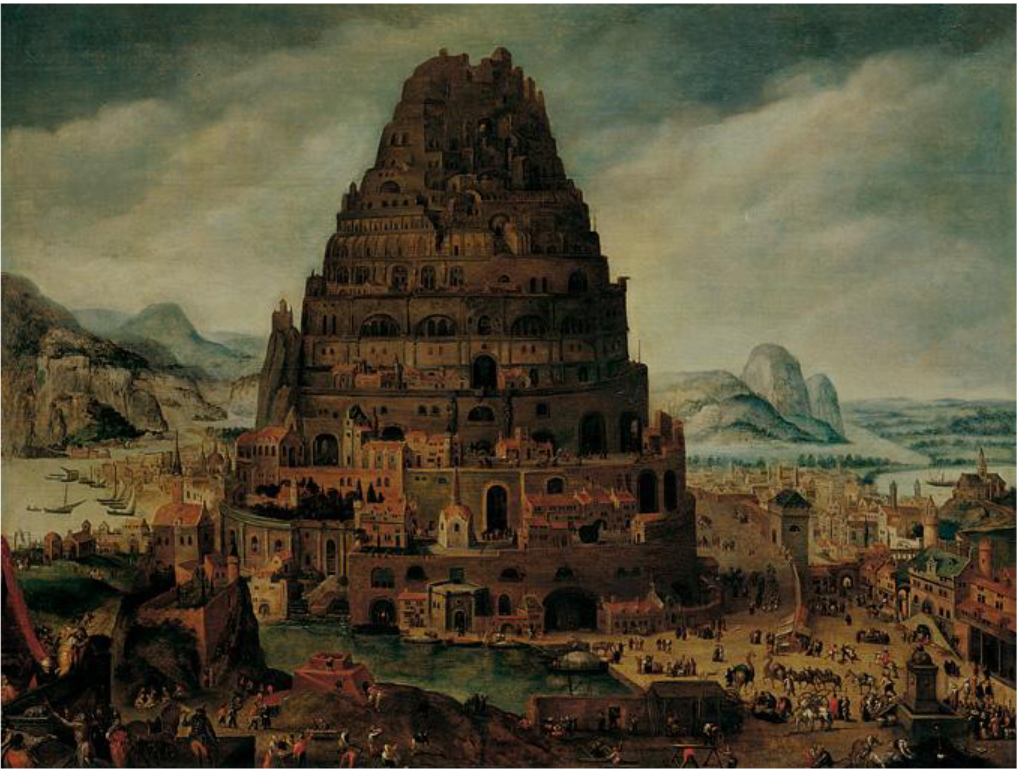
Stavba Babylonské věže
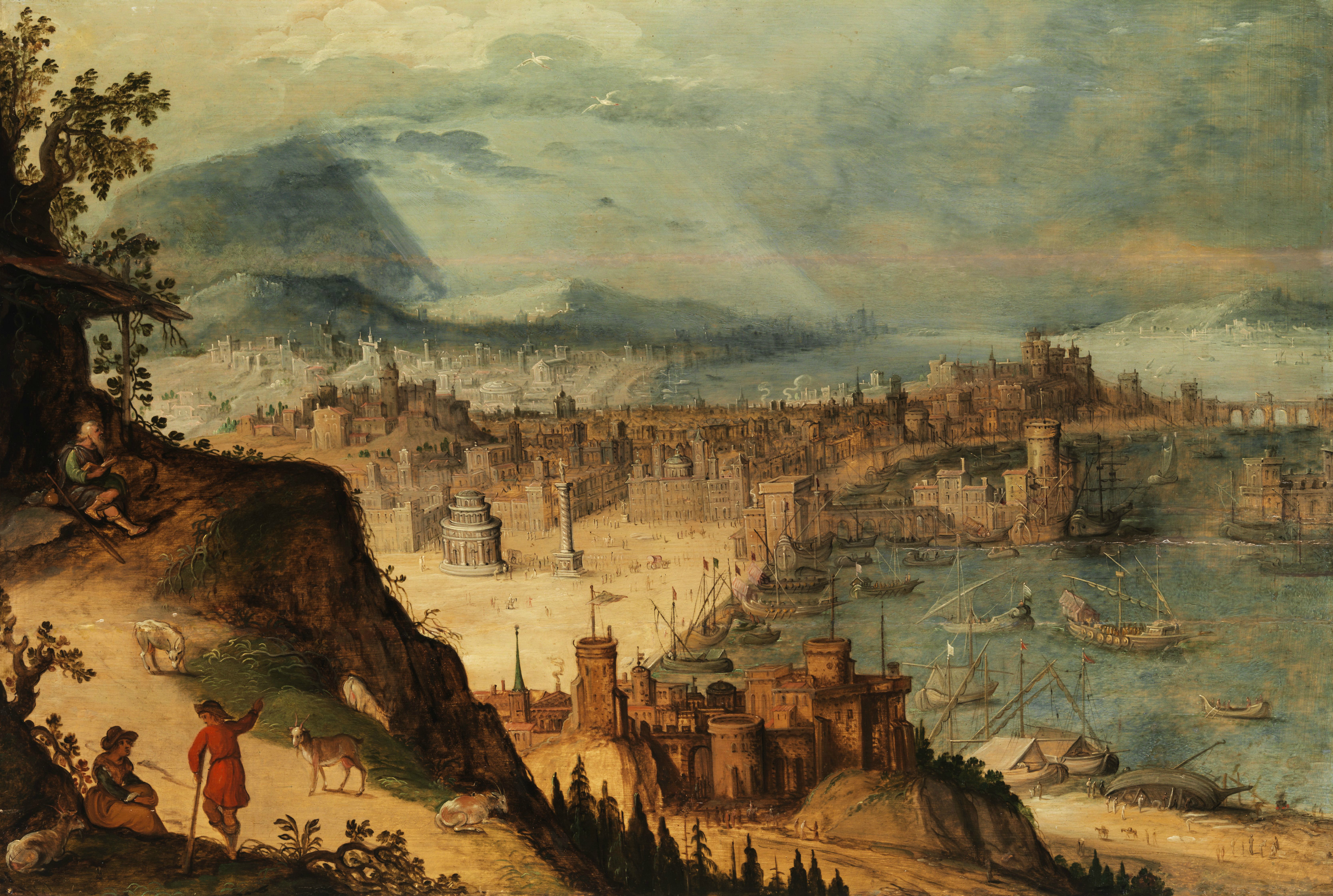
Pohled na starý přístav
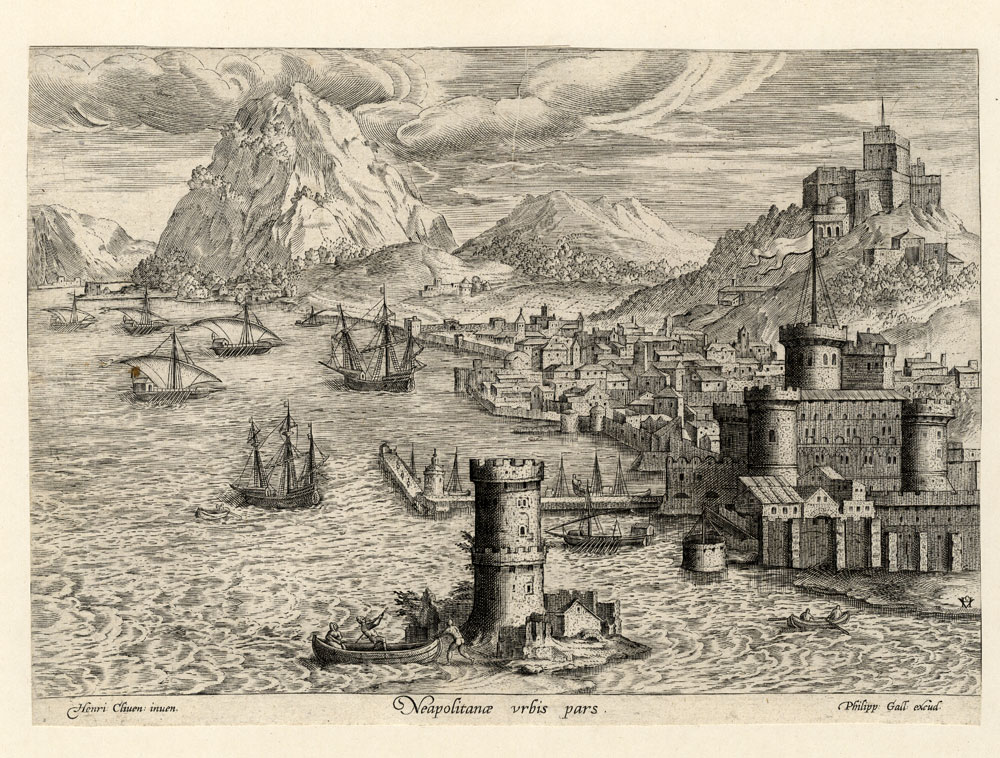
Přístav v Neapoli, Ruinarum varii prospectus, ruriumque aliquot delineationes
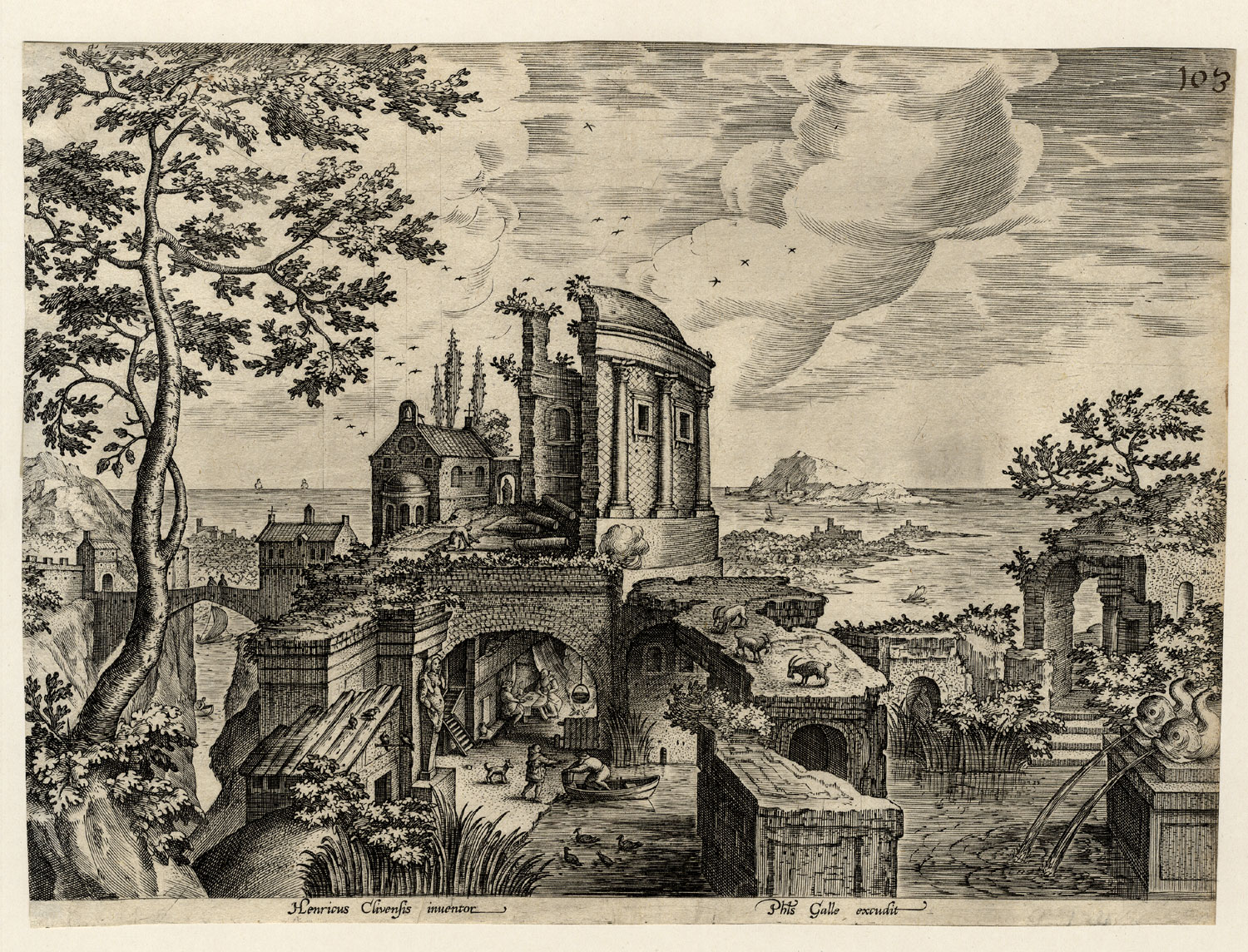
Zříceniny u moře